# Konvicted
Konvicted – drugi album muzyczny Akona, wydany w 2006 roku.
Muzyka została w całości napisana i wyprodukowana przez Akona. Razem z nim pracowali: Eminem (w utworze „Smack That”) oraz Snoop Dogg (w „I Wanna Love You”). Styles P współpracował już z Akonem przy jego debiucie. Teksty zostały pisane przez Akona w więzieniu, o czym świadczy dwuznaczny tytuł albumu (ang. convicted - skazany).
Pierwszym singlem z tej płyty była piosenka „Smack That”, a drugim „I Wanna Love You”. Pierwszy teledysk z płyty Akon nagrał wspólnie z Eminemem. „Smack That” w tłumaczeniu na polski oznacza „wymierz klapsa”. Drugi singel o nazwie „I Wanna Love You” nagrał ze Snoop Doggiem. Następnym teledyskiem promującym jego płytę jest piosenka „Don’t Matter” utrzymana w wolnym stylu ballady stała się znanym na świecie, najbardziej rozpoznawalnym singlem z tej płyty. Czwartym singlem jest „Sorry, Blame It on Me”, a ostatnim został „I Can’t Wait” wydany jako promo singel.
Album osiągnął w Polsce status złotej płyty.

## Lista utworów
1. „Shake Down" – 3:52
2. „Blown Away"  (feat. Styles P) – 3:29
3. „Smack That"  (feat. Eminem) – 3:32
4. „I Wanna Love You"  (feat. Snoop Dogg) – 4:07
5. „The Rain" – 3:27
6. „Never Took the Time" – 3:57
7. „Mama Africa" – 4:26
8. „I Can’t Wait"  (feat. T-Pain) – 3:46
9. „Gangsta Bop" – 4:06
10. „Tired of Runnin'" – 4:33
11. „Once In a While" – 3:57
12. „Don’t Matter" – 4:52